# La Revolución (Madrid)
La Revolución fue un periódico editado en la ciudad española de Madrid entre 1868 y, al menos, 1870, durante el Sexenio Democrático.

## Historia
Editado en Madrid, su primer número debió publicarse hacia noviembre de 1868. El número II corresponde al día 14 de dicho mes, y estaba impreso por C. Minuesa, en un ejemplar de cuatro páginas. Suspendió su tirada el 23 de diciembre de 1868, pero reaparecería más adelante, pues el 2 de julio de 1870 se publicó el número XDIX, año III, de un periódico titulado La Revolución, diario progresista democrático, impreso por los señores Rojas, en cuatro páginas. Seguía publicándose al terminar el año 1870. Fueron directores del diario Francisco Córdova y López y Baldomero Moreno.